# Desa Parungsari (administrativ by i Indonesien, Jawa Barat)
Desa Parungsari är en administrativ by i Indonesien.   Den ligger i distriktet Kecamatan Telukjambe, kabupatenet Kabupaten Karawang och provinsen Jawa Barat, i den västra delen av landet, 50 km öster om huvudstaden Jakarta.